# Signore degli animali

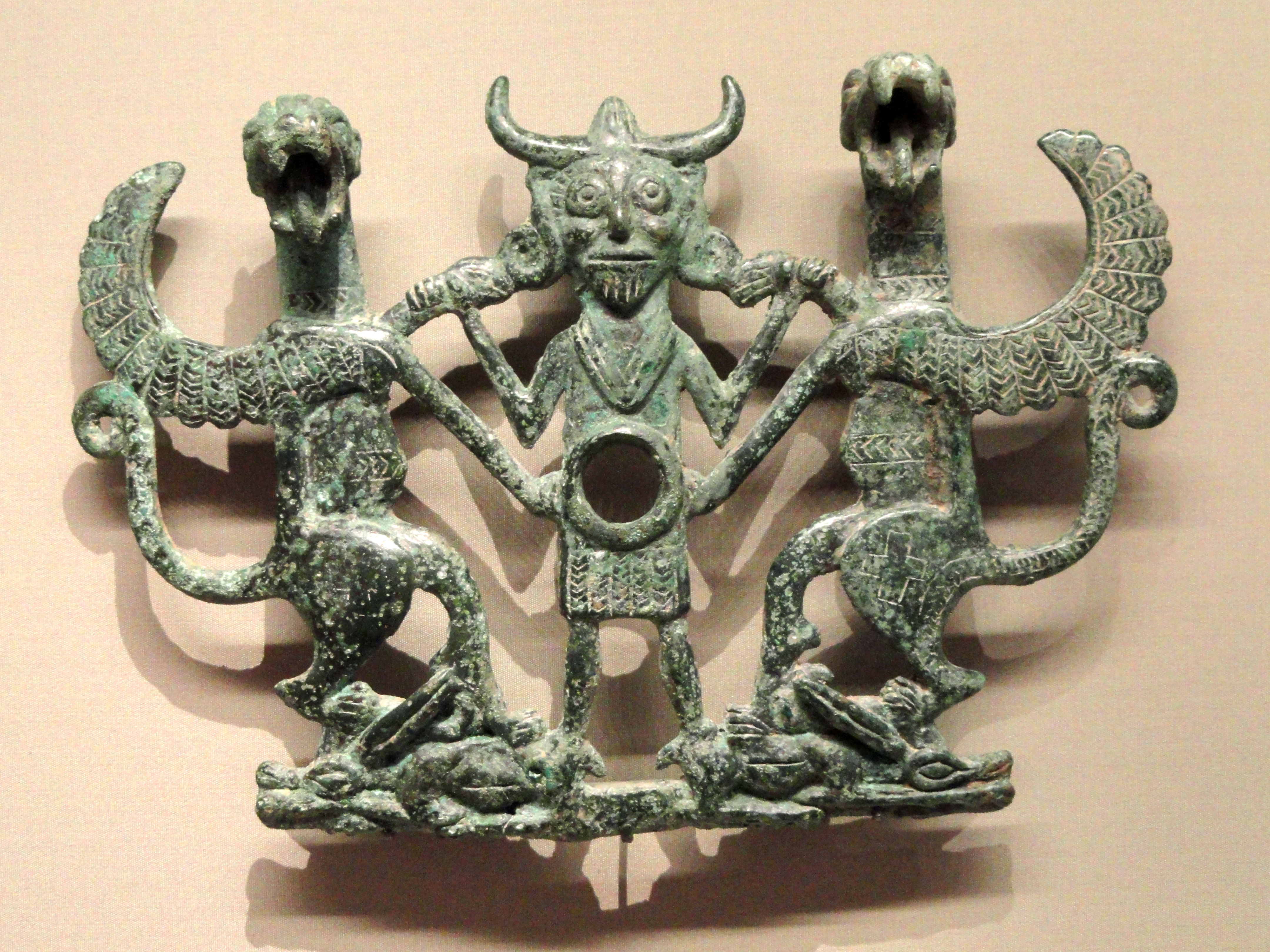
Signore degli animali di arte scita, appartenente ai Bronzi del Luristan, Cleveland Museum of Art (Cleveland)

Il Signore degli animali è una figura sovrannaturale la cui origine si può far risalire sino alle società paleolitiche di cacciatori; era l'essere da cui dipendeva l'esito della caccia e quindi la sopravvivenza del gruppo. Quando, nel Neolitico, si introdussero l'agricoltura e l'allevamento, il ruolo del Signore degli animali si ampliò, conservando il suo patronato sugli animali selvatici ed estendendolo anche a quelli domestici e genericamente ad ogni cibo.
Anche in età protostorica il Signore degli animali rimase una figura di alta valenza simbolica, come mostrano i reperti dell'Italia preromana.
La fede nel Signore degli animali è tutt'ora viva in Africa, presso i San del Kalahari e i Pigmei della foresta equatoriale, e in America, almeno sino al secolo scorso, presso i Guaranì.

## Caratteristiche
Nella Preistoria e nella Protostoria, l'idea di una figura sovrannaturale che sovrintende al Regno animale era diffusa in Europa, in Asia settentrionale, in Africa e in America, dall'Arcipelago artico alla Patagonia. Presso i Celti si sovrappone alla divinità di nome Cernunnos, mentre tra i popoli dell'Adriatico di epoca preromana, il culto del Signore degli animali si sovrapponeva, nel delta del Po, alla foce del Timavo e ad Ancona, a quello dell'eroe greco Diomede, in quanto Signore dei cavalli. Anche un altro eroe della mitologia greca, Ercole, è associato al Signore degli animali. La figura del Signore degli animali, inoltre, era particolarmente importante tra i Piceni, che ne hanno lasciato varie raffigurazioni.
Nelle diverse culture, residenza di questo spirito si pensava fosse l'albero o la foresta o la montagna o la caverna; nelle popolazioni che si occupavano di pesca di mammiferi marini e di pesci,  si localizzava la sede del Signore degli animali negli abissi marini. Era considerato protettore degli uomini e si riteneva guidasse gli animali verso i cacciatori, oppure aiutava questi ultimi a identificare le loro tracce. I cacciatori lo invocavano prima della caccia, chiedendo aiuto, poi lo ringraziavano in caso di buon esito e, a volte, gli lasciavano delle offerte.
Si pensava che fosse pericoloso non rispettare questa figura mitica, cacciando più prede del necessario e non rispettando il corpo dell'animale ucciso, specialmente per ciò che riguardava le ossa. Era infatti viva l'idea che le ossa dovessero trattate con cura e andassero ben ripulite e spolpate, affinché nessun brano di carne andasse sprecato e perché l'anima dell'animale potesse tornare dal suo padrone spirituale, che gli avrebbe consegnato un nuovo corpo. Le conseguenze per chi non rispettava gli animali andavano dal perdere l'aiuto nella caccia allo sviluppo di malattie che rendono impossibile quest'attività.
Galleria di rappresentazioni artistiche del Signore degli animali nelle varie culture

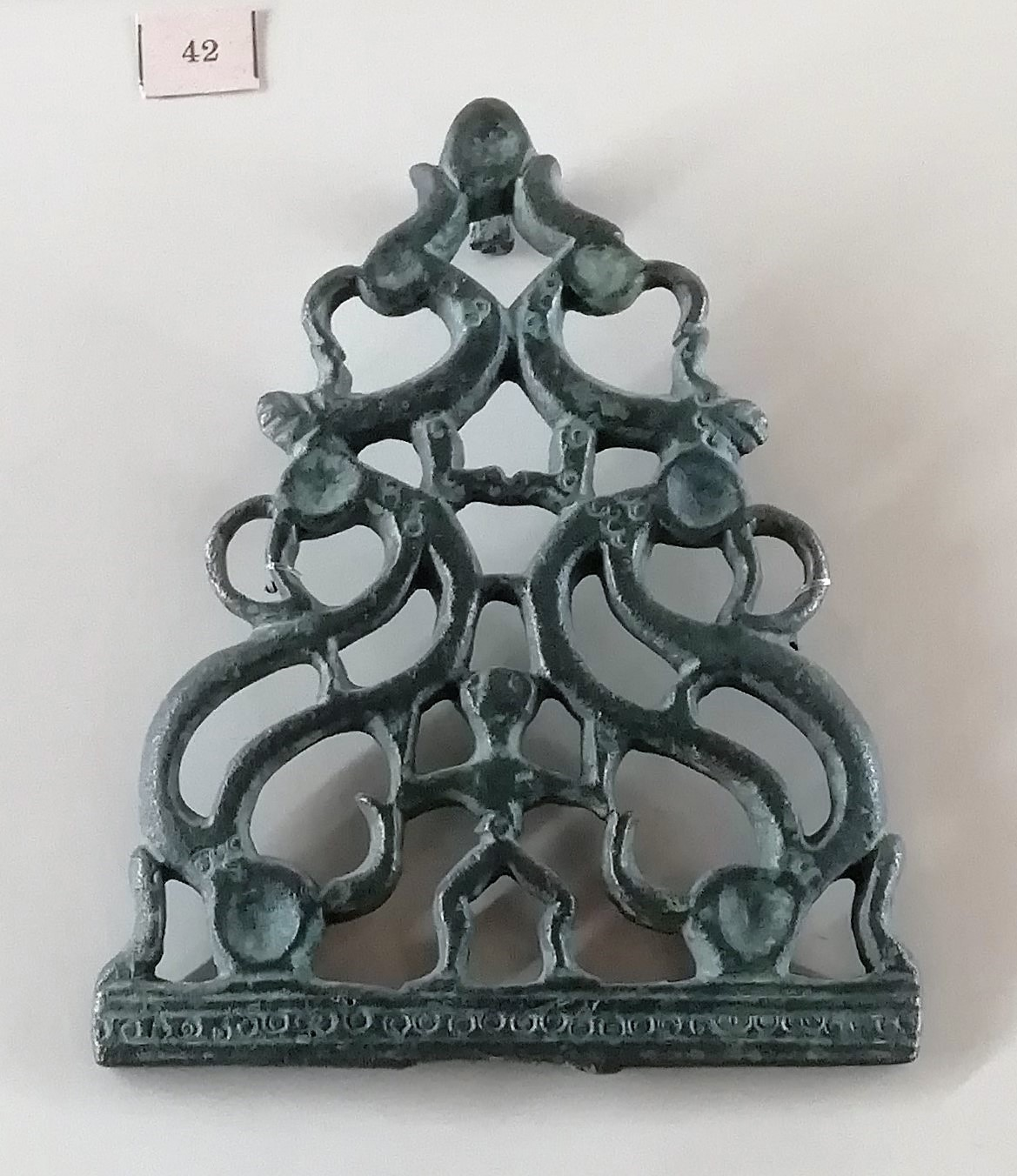
Signore degli animali celtico (V sec. a.C.), Palazzo dei Musei (Reggio Emilia)
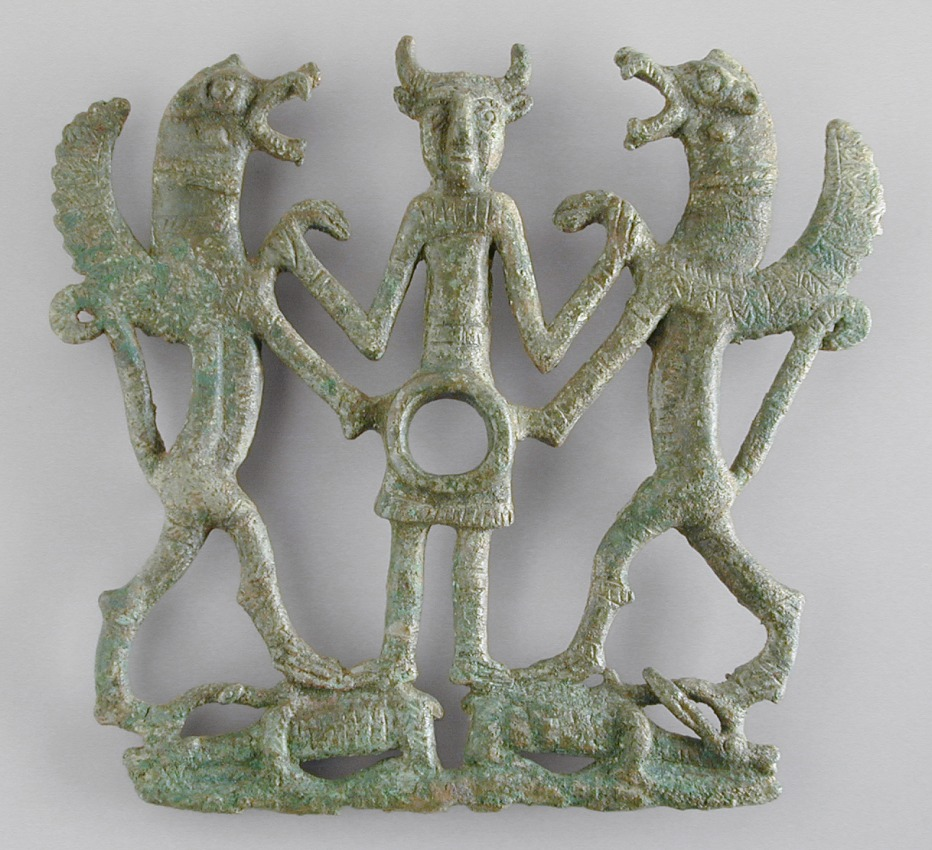
Signore degli animali di arte scita, appartenente ai Bronzi del Luristan, Los Angeles County Museum of Art (Los Angeles)
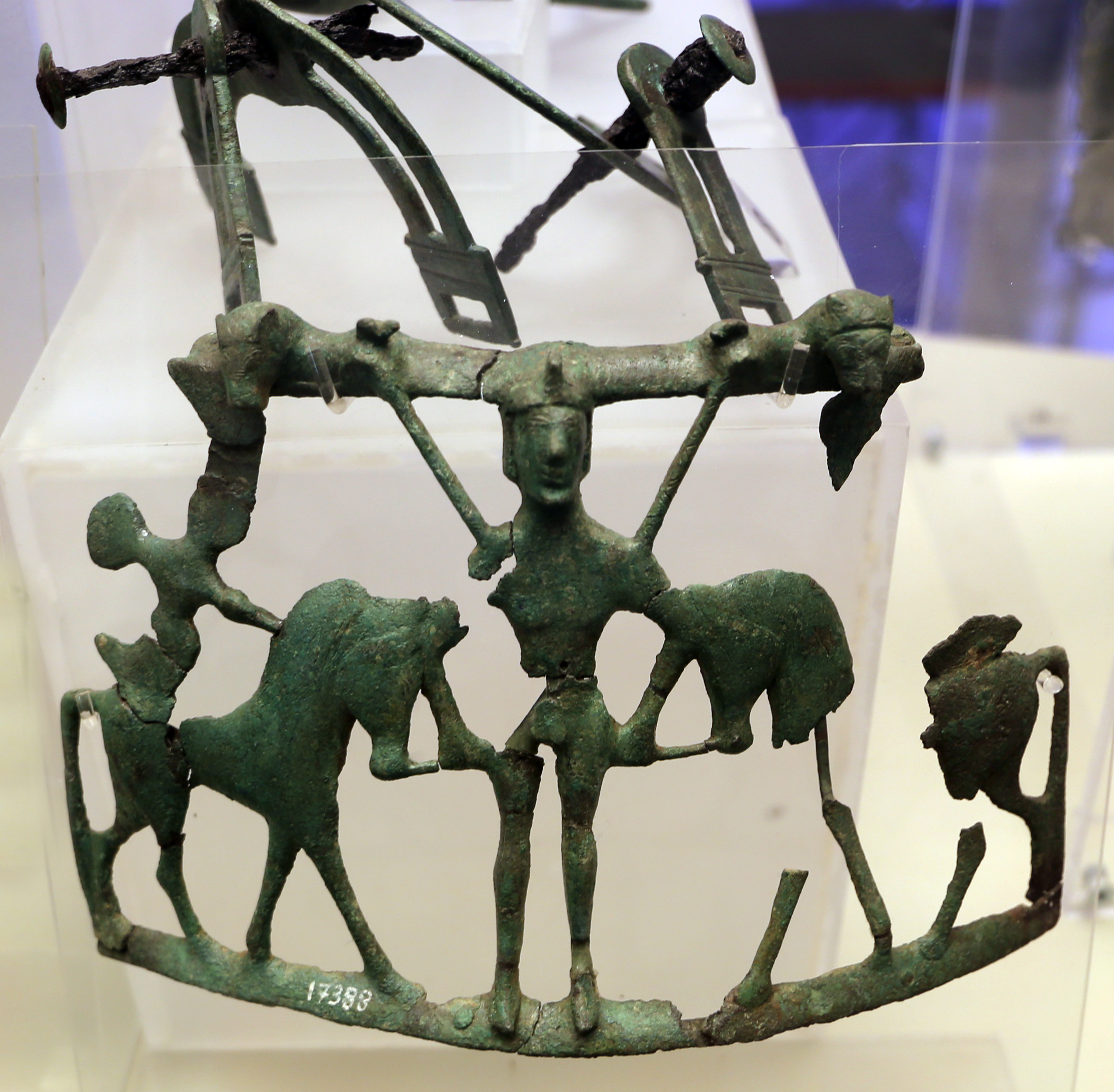
Signore dei cavalli/degli animali, da Vulci (Museo nazionale etrusco di Villa Giulia, Roma)
Signore degli animali da tomba picena della necropoli di Belmonte Piceno, Museo archeologico nazionale delle Marche (Ancona)
Signore degli animali da tomba picena della necropoli di Treia, Museo Oliveriano (Pesaro)
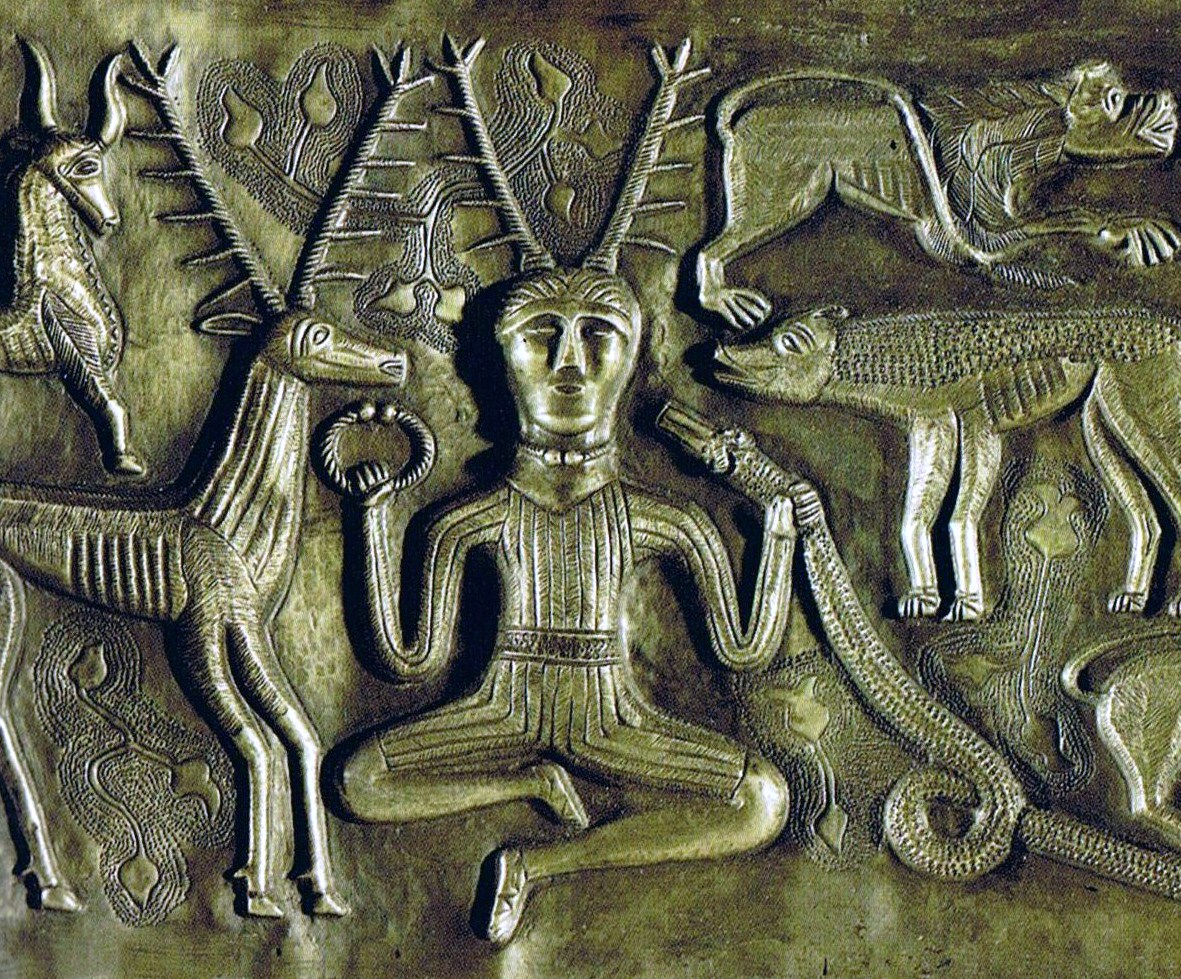
Cernunnos raffigurato come Signore degli animali, particolare del Calderone di Gundestrup, Museo Nazionale Danese (Copenaghen)

## Signore dei cavalli e Signore degli animali

Disco-corazza piceno che, secondo alcune interpretazioni recenti, potrebbe rappresentare il Signore degli animali, da Pitino di San Severino - fine del VII sec. a.C. (Museo archeologico nazionale delle Marche, Ancona)

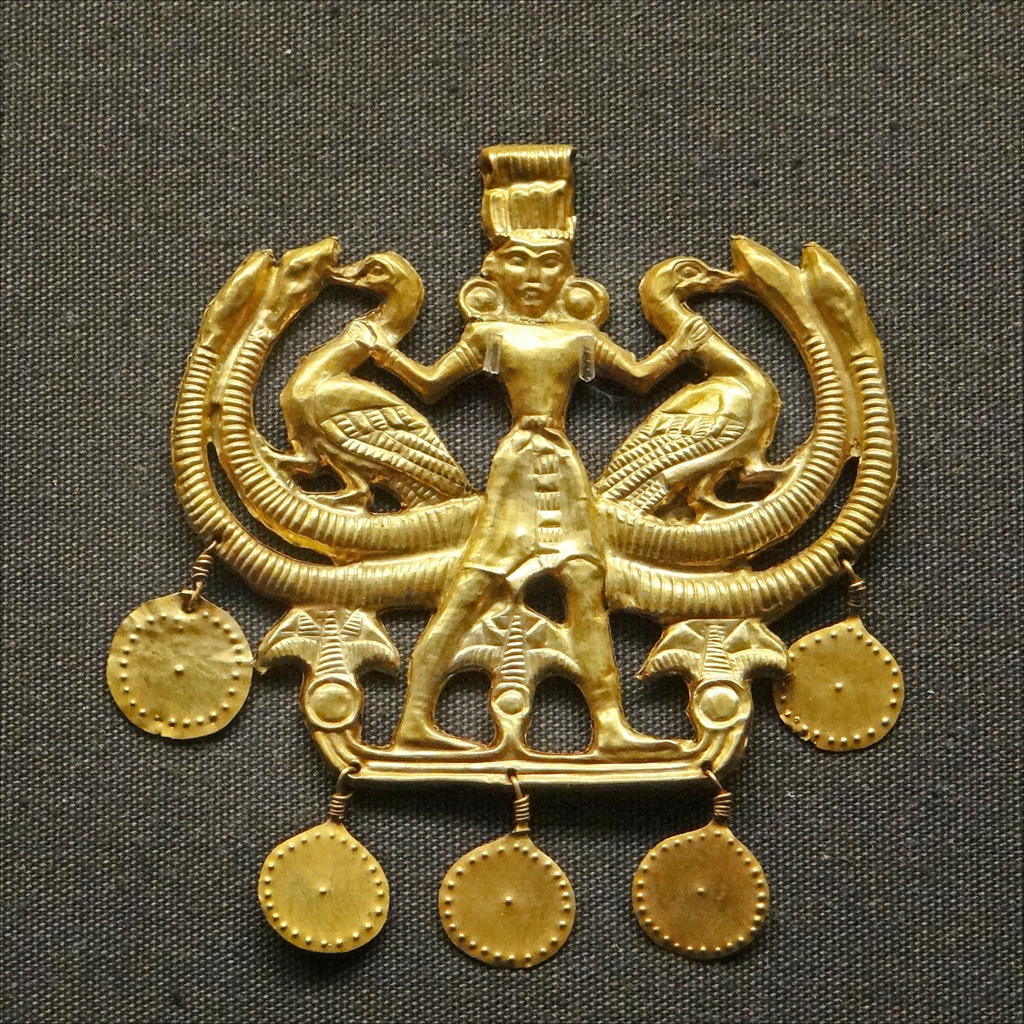
Signore degli animali cretese, dal tesoro di Egina; mostra influenze dell'arte egizia. (British Museum)

La figura del Signore dei cavalli (in greco antico δεσπότης τῶν ἵππων despótes ton híppon) si sovrappone a quella del Signore degli animali. In Italia è un'iconografia tipica del territorio piceno, nota per gli esemplari di Sirolo, Tolentino, Treia, Belmonte Piceno; gli esemplari simili, conservati nel Museo archeologico nazionale dell'Umbria, nel Museo nazionale etrusco di Villa Giulia e nel Museo civico archeologico di Bologna, di provenienza incerta, sono stati attribuiti al territorio piceno. Fanno eccezione solo due esemplari, ritrovati a Vulci e a Foligno. Si tratta di rappresentazioni poste molto spesso su coperchi di hydriai.
Alcuni studiosi pensavano che, nell'arte picena, forse il modello di riferimento artistico del Signore degli animali/dei cavalli fosse greco laconico Oggi, invece si pensa ad un'origine locale di questa figura, rappresentata originariamente, secondo gli stilemi tipici dell'arte picena, nei dischi-corazza e nelle forme ceramiche con figure plastiche. In queste raffigurazioni è tipica la presenza di animali con tratti mostruosi, che si pensa indichi la natura sovrumana del Signore degli animali, capace di dominare entità dalle forme inquietanti per i mortali.
Successivamente il Signore degli animali/dei cavalli scomparve dai manufatti di diversa tipologia e per qualche motivo solo le hydriai continuano a riportarne l'immagine e i contenuti simbolici.

## Rappresentazioni artistiche
L'aspetto con cui si rappresenteva il Signore degli animali varia nelle diverse culture: a volte gli si attribuiva un aspetto antropomorfo, oppure una forma in cui le caratteristiche umane e animali si fondevano.
Nella cultura celtica, picena, del Luristan, il Signore degli animali ha un aspetto umano ed è affiancato da animali reali, come cavalli, felini, rapaci, serpenti, cervi, oppure fantastici, come i grifoni.
Nella Grotta di Trois-Frères, conosciuta per le sue pitture rupestri preistoriche, il cosiddetto "Stregone" è stato interpretato come una raffigurazione del Signore degli animali.